# Arctia rubrociliata
Arctia rubrociliata är en fjärilsart som beskrevs av Smith 1953. Arctia rubrociliata ingår i släktet Arctia och familjen björnspinnare. Inga underarter finns listade i Catalogue of Life.